# Hell Ride
Hell Ride – amerykański film sensacyjny z 2008 roku oparty na scenariuszu i reżyserii Larry’ego Bishopa. Wyprodukowany przez Dimension Films. Początkowo, polski dystrybutor filmu, którym jest Kino Świat miał go wprowadzić do kin 25 grudnia 2009 roku, jednak wycofał się z tej decyzji i wydał film tylko na nośnikach DVD, 15 lutego 2010.

## Fabuła
Johnny zwany Pistolero jest przywódcą gangu motocyklowego „The Victors”. Jego celem jest zemsta na liderach konkurencyjnej grupy „The 666ers”. To właśnie Deuce (David Carradine) i Billy Wings przed laty zamordowali jednego z jego przyjaciół. Wkrótce rozpoczyna się krwawa i pełna przemocy rozgrywka.

## Obsada
- Larry Bishop jako Pistolero/Johnny
- Michael Madsen jako Gent
- Dennis Hopper jako Eddie „Scratch” Zero
- Eric Balfour jako Comanche/Bix/Sonny Kisum
- Vinnie Jones jako Billy Wings
- Leonor Varela jako Nada
- Michael Beach jako Goody Two-Shoes
- Laura Cayouette jako Dani
- Julia Jones jako Cherokee Kisum
- Francesco Quinn jako Machete
- Alison McAtee jako Swede
- Cassandra Hepburn jako Maria
- David Carradine jako Deuce